# Pasquale Aleardi
Pasquale Aleardi (Schlieren, 1 de juny de 1971) és un actor i músic suís nacionalitzat alemany
. Conegut per la seva interpretació del personatge del comissari Dupin a partir del 2014 en la sèrie de films del mateix títol.

## Biografia
Nascut en una família de pare italià i mare grega, el 1992 es va graduar en art dramàtic a la Zürcher Hochschule der Künste (Universitat de les Arts de Zuric). Actualment viu a Berlín i, a més d'actuar, també és músic i cantant. Des del 2004 és membre juntament amb Greg Zimmermann i Marc Leymann del projecte musical Big Gee a Colònia.

## Filmografia

### Cinema
- 1994. Tschäss
- 1995. Das sprechende Grab
- 2001. Mein Vater die Tunte
- 2001. Die Salsaprinzessin
- 2002. Nachts im Park
- 2002. Vingt-quatre heures de la vie d'une femme
- 2002. Resident Evil
- 2003. Für immer verloren
- 2003. Jagd auf den Flammenmann
- 2004. Baal
- 2004. Schöne Männer hat man nie für sich alleine
- 2005. Die Bullenbraut – Ihr erster Fall
- 2006. Grounding – Die letzten Tage der Swissair
- 2006. Schöner leben
- 2006. Die Sturmflut
- 2006. Wo ist Fred?
- 2007. Der letzte Zeuge – Totgeschwiegen
- 2007. Sperlingg und die kalte Angst
- 2007. Verrückt nach Clara
- 2007. Vermisst – Liebe kann tödlich sein
- 2007. Polizeiruf 110
- 2007. Keinohrhasen
- 2008. Fast Track: No Limits
- 2008. Willkommen im Westerwald
- 2009. Dutschke
- 2008. Der Tag, an dem ich meinen toten Mann traf
- 2009. Taxiphone
- 2010. Masserbergg
- 2011. Schicksalsjahre
- 2011. What a Man
- 2011. Männerherzen … und die ganz ganz große Liebe
- 2012. Schleuderprogramm
- 2012. Nur eine Nacht
- 2013. Wer liebt, lässt los!
- 2014. Head Full of Honey
- 2015. Fünf Freunde 4
- 2015. Die Kleinen und die Bösen

## Televisió
- 2001. Die Salsaprinzessin
- 2002. Weihnachtsmann gesucht
- 2003. Jagd auf den Flammenmann
- 2003. Für immer verloren
- 2004. Baal
- 2004. Wie krieg ich meine Mutter gross?
- 2004. Schöne Männer hat man nie für sich alleine
- 2005. Die Bullenbraut – Ihr erster Fall
- 2006. Storm Tide
- 2006. Süssigkeiten
- 2007. Manatu – Nur die Wahrheit rettet Dich
- 2007. Erdbeereis mit Liebe
- 2009. Vulkann
- 2010. Im Spessart sind die Geister los
- 2011. Ein Sommer in Paris
- 2012. Im Brautkleid meiner Schwester
- 2012. München 72 – Das Attentat
- 2012. Herztöne
- 2012. Nur eine Nacht
- 2013. Papa auf Probe
- 2013. Robin Hood & Ich
- 2013. Stärke 6
- 2013. Tatort
- 2013. Wer liebt, lässt los!
- 2014. Relacions bretones
- 2014. Onades bretones
- 2015. Or bretó
- 2016. Gotthard
- 2017. Orgull bretó
- 2017. Marea alta bretona
- 2018. Resplendor bretona
- 2019. Secrets bretons
- 2020. Llegat bretó
- 2021. Especialitats bretones
- 2022. Bretonische Idylle

## Premis i nominacions
| Any  | Premi                               | Categoria              | Obra                             | Resultat  |
| ---- | ----------------------------------- | ---------------------- | -------------------------------- | --------- |
| 2011 | Festival de Televisió de Montecarlo | Millor actor           | Schicksalsjahre                  | Nominat   |
| 2017 | Festival de Cinema de Solothurn     | Millor actor           | Gotthard                         | Guanyador |
| 2020 | Deutscher Filmpreis                 | Millor actor secundari | Ich war noch niemals in New York | Nominat   |